# Kim d'Andong
 (février 2024).
Si vous disposez d'ouvrages ou d'articles de référence ou si vous connaissez des sites web de qualité traitant du thème abordé ici, merci de compléter l'article en donnant les références utiles à sa vérifiabilité et en les liant à la section « Notes et références ».
Le clan des Kim d'Andong (hangeul : 안동 김씨 ; hanja : 安東 金氏) est un des clans coréens de l'ère Joseon. Issus d'une lignée de Yangban et originaires de la ville d'Andong (aujourd'hui dans la province de Gyeongsang du Nord, en Corée du Sud), ils exercent une grande partie du pouvoir pendant une cinquantaine d'années jusqu'en 1864.

## Membres
- Queen Sunwon (en)
- Queen Hyohyeon (en)
- Queen Cheorin (en)
- Kim Si-Min
- Kim Koo
- Kim Jwa-jin
- Kim Du-han